# Gonthier XLII de Schwarzbourg-Sondershausen
Gonthier XLII de Schwarzbourg-Sondershausen (* 7 septembre 1570 à Sondershausen, mort le 7 janvier 1643), qui règne entre 1593 et 1643 comme comte de Schwarzbourg-Sondershausen.

## Biographie
Le comte Gonthier XLII est le fils aîné du comte Jean-Gonthier Ier de Schwarzbourg-Sondershausen (1532-1586) et de son épouse la comtesse Anne (1539-1579), fille du comte Antoine Ier d'Oldenbourg.
Lors de la mort de son père, en 1586, il est encore mineur et est placé, à l'instar de ses frères, sous la tutelle de ses oncles, Jean VII d'Oldenbourg (1540-1603) et Antoine II d'Oldenbourg-Delmenhorst (1550-1619). À partir de 1593, Gonthier XLII règne conjointement avec ses frères Antoine Henri, Jean-Gonthier II et Christian-Gonthier.
Le comté souffre beaucoup pendant la Guerre de Trente Ans, devant loger beaucoup de soldats. Les comtes ont fait de leur mieux pour limiter les dégâts.
Gonthier XLII meurt en 1643, survivant à ses frères, il est resté célibataire et sans descendance.